# Apries
Apries lub Uahibre lub Wahibre – faraon, władca starożytnego Egiptu z Okresu Schyłkowego, z XXVI dynastii saickiej. Panował w latach 589–570 p.n.e. Był synem Psametycha II. Prowadził odmienną niż jego ojciec, politykę zagraniczną, polegającą głównie na podjęciu prób odzyskania dla Egiptu wpływów w Syro-Palestynie, ograniczeniu rozwoju miast, głównie Tyru i Sydonu, mogących stać się bazą wyjściową do inwazji na Egipt oraz przełamania hegemonii babilońskiej w tym regionie. Było to priorytetem początkowych lat jego panowania. W latach końcowych, walcząc o władzę sprzymierzył się z siłami babilońskimi, co w efekcie przyniosło klęskę i śmierć. 

## Zmagania o Tyr i Jerozolimę
W pierwszej kolejności postanowiono unieszkodliwić Tyr. W tym celu zorganizowano jego blokadę, która być może trwała około 3 lat. Egipcjanom nie udało się jednak zdobyć miasta, którego władca Itobal III poprosił o pomoc władcę babilońskiego – Nabuchodonozora II, którego wojska wkrótce wkroczyły do miasta. Plany Apriesa nie tylko nie spełniły się, ale także zaszkodziły Egiptowi, odcinając od niego Fenicję. Niejako zadośćuczynieniem utraty Tyru było zdobycie Sydonu i Gazy.
W królestwie Judy, początkowo neutralnej wobec Babilonu, stronnictwo antybabilońskie zdobywało coraz większe poparcie. Sedecjasz, ostatni władca Judy, być może pod wpływem namowy Apriesa, zmienił swą politykę i otwarcie wystąpił przeciw Babilończykom. W odpowiedzi Nabuchodonozor natychmiast dokonał inwazji na Judę, zajął liczne warowne miasta i dążąc do likwidacji niezależności tego królestwa, przystąpił w 587 roku p.n.e. do oblężenia samej jego stolicy – Jerozolimy. Oblężona stolica Judy, osamotniona, mogła liczyć jedynie na pomoc ze strony Egiptu, ale Apries zwlekał z podjęciem jakiejkolwiek akcji. Gdy oblężenie i blokada miasta przedłużały się, faraon w końcu postanowił pójść miastu z odsieczą. Plan zakładał szybkie uderzenie z zaskoczenia jako jedyne możliwe rozwiązanie w zmaganiach z wojskami babilońskimi. Nabuchodonozor, dowiedziawszy się jednak o ruchach wojsk faraona, wyruszył naprzeciw nim, zwalniając blokadę Jerozolimy i chwilowo odstępując od oblężenia miasta. W Apriesie upatrywano zbawcę i obrońcę Jerozolimy. W mieście zapanowała powszechna radość i euforia, która wkrótce przerodziła się w zaskoczenie i przerażenie. Bowiem wiosną 586 roku p.n.e. doszło do spotkania sił egipskich z siłami Nabuchodonozora, w którym Egipcjanie ponieśli klęskę i zostali zmuszeni do wycofania się z Judy. Siły babilońskie powróciły pod Jerozolimę i wkrótce w wyniku nasilenia działań oblężniczych obrona została przełamana i latem 586 roku p.n.e. miasto zostało zdobyte. Żołnierze babilońscy dokonali straszliwej rzezi mieszkańców i ogromnego spustoszenia, zdobytego miasta. Władca Judy – Sedecjasz zdołał zbiec lecz został wkrótce ujęty i po wymordowaniu całej jego rodziny, oślepionego wywieziono do Babilonu. Za ustępującymi wojskami Apriesa ciągnęły tysiące mieszkańców Judy zamierzając schronić się przed Babilończykami w Egipcie. Migracja ta dała początek nowemu osadnictwu izraelskiemu w Egipcie. Najsilniejsza społeczność powstała na Elefantynie.

## Schyłek panowania
Po burzliwych wydarzeniach w Syro-Palestynie, nastąpił okres spokoju wewnętrznego i względnego ustabilizowania władzy. Czas ten faraon zapewne spożytkował na działalność budowlaną i ugruntowanie swej władzy. Schyłkowe lata jego panowania, podobnie jak początkowe, przyniosły w Egipcie burzliwe wydarzenia; bunt, walki wewnętrzne, napaść wojsk babilońskich i w końcu klęskę i śmierć.
Podłożem zaostrzającej się sytuacji było narastanie niezadowolenia wśród Egipcjan, spowodowane zwiększającym się napływem osadników greckich, wzrostem znaczenia społeczności greckich, licznymi przywilejami im nadawanymi, rosnącym wpływem Greków w armii egipskiej oraz wyraźnym sprzyjaniem im przez samego faraona.
Niepokoje zapoczątkowały zamieszki, które wybuchły w Cyrenajce pomiędzy ludnością libijską a napływową ludnością grecką. Libijczycy poprosili o pomoc faraona, a ten obawiając się konfrontacji pomiędzy najemnikami greckimi, stanowiącymi znaczną siłę w jego armii i wojskami greckimi w Libii, wysłał aby spacyfikować zamieszki, armię złożoną z samych Egipcjan. Armią dowodził Amazis, który, według Herodota, w czasie przemowy do zebranych wojsk został obwołany władcą. Przejęcie przez niego władzy oznaczało bunt przeciw Apriesowi i wybuch wojny domowej. Apries natychmiast wysłał do Amazisa
„...poważnego męża ze swego otoczenia, który zwał się Patarbemis, by ten dostarczył mu żywego wodza...lecz kiedy bez Amazysa przybył do Apriesa, ten długo się nie namyślał, tylko w przypływie wielkiego gniewu kazał mu odciąć uszy i nos. Ci z Egipcjan co jeszcze sprawie króla sprzyjali...nie zwlekali ani chwili, tylko przeszli na druga stronę i poddali się Amazysowi.”

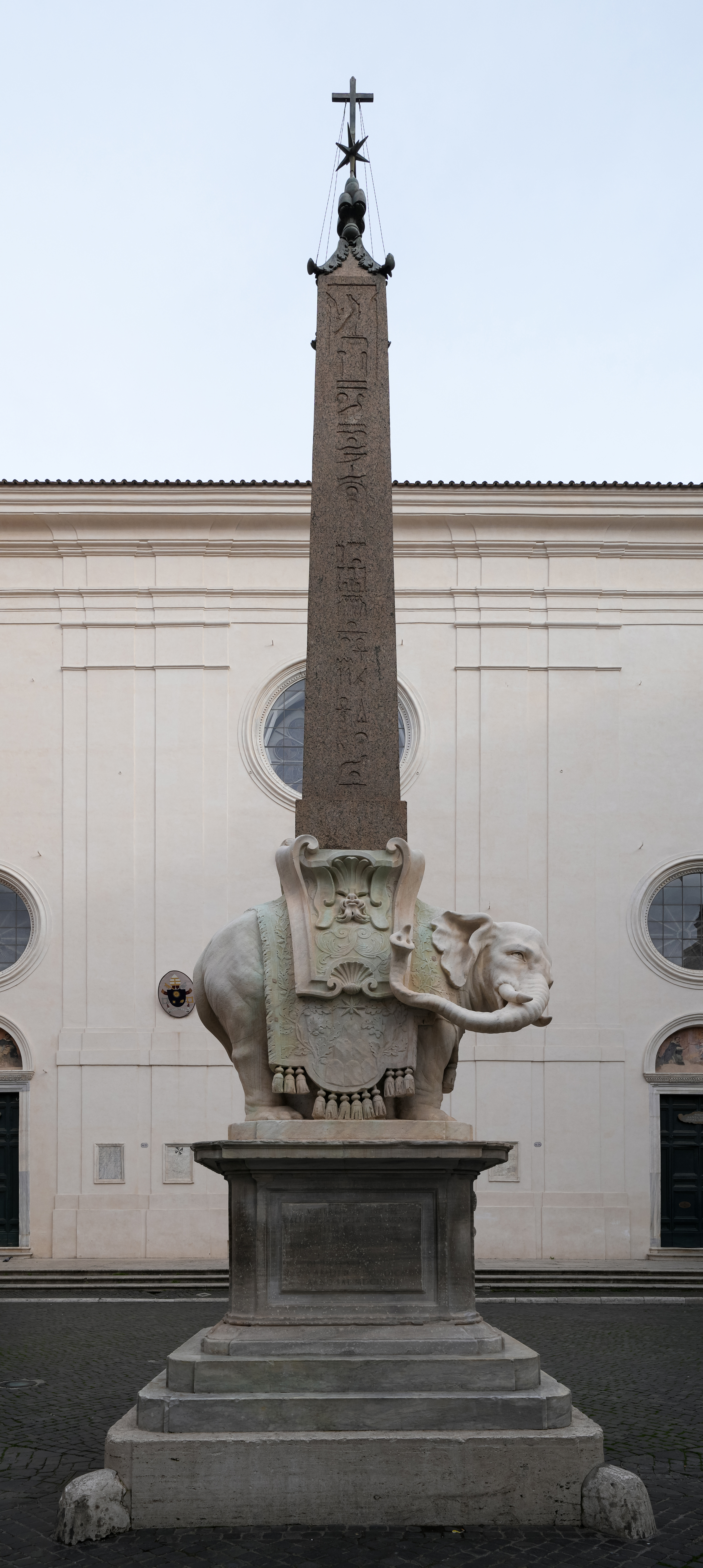
Obelisk Apriesa na Piazza di Minerva w Rzymie

Po fiasku misji mediacyjnej, obaj wodzowie; faraon i uzurpator, dążyli do jak najszybszej konfrontacji. Do spotkania dwóch przeciwnych armii doszło pod Momemfis, gdzie stoczono krwawą bitwę. Armia Apriesa została pokonana, a on sam dostał się do niewoli. Przewieziono go do Sais, które już wówczas stanowiło rezydencję Amazisa, gdzie pod naciskiem, prawdopodobnie swych doradców, nowy władca „wydał Apriesa Egipcjanom, a ci udusili go, następnie pogrzebali w jego rodzinnym grobie”.
Jest to jedna z wersji końca panowania Apriesa. Inna mówi o okresie około dwóch lat panowania obydwu władców i śmierci Apriesa podczas walk armii Amazisa z wojskami Nabuchodonozora II, króla Babilonu, który wojnę domową w Egipcie próbował wykorzystać aby zdobyć władzę nad Egiptem. Według tej wersji Apries przeszedł na stronę babilońską. Jeszcze inna wersja mówi, iż Apries zginął zamordowany po walkach wewnętrznych i próbie odzyskania władzy.

## Tytulatura
| G5 |

| G5 |

| V29 | F34 |

| V29 | F34 |

| V29 | F34 |

| V29 | F34 |

| G5 |

| G5 |

| V29 | F34 |

| V29 | F34 |

| V29 | F34 |

| V29 | F34 |

| G16 |

| G16 |

| V30 · F23 |

| V30 · F23 |

| V30 · F23 |

| V30 · F23 |

| G16 |

| G16 |

| V30 · F23 |

| V30 · F23 |

| V30 · F23 |

| V30 · F23 |

| G8 |

| G8 |

| s | wAD | N17 · N17 |

| s | wAD | N17 · N17 |

| s | wAD | N17 · N17 |

| s | wAD | N17 · N17 |

| G8 |

| G8 |

| s | wAD | N17 · N17 |

| s | wAD | N17 · N17 |

| s | wAD | N17 · N17 |

| s | wAD | N17 · N17 |

| M23 · X1 | L2 · X1 |

| M23 · X1 | L2 · X1 |

| N5 | V28 | D36 · D36 | F34 |

| N5 | V28 | D36 · D36 | F34 |

| N5 | V28 | D36 · D36 | F34 |

| N5 | V28 | D36 · D36 | F34 |

| M23 · X1 | L2 · X1 |

| M23 · X1 | L2 · X1 |

| N5 | V28 | D36 · D36 | F34 |

| N5 | V28 | D36 · D36 | F34 |

| N5 | V28 | D36 · D36 | F34 |

| N5 | V28 | D36 · D36 | F34 |

| G39 | N5 |

| G39 | N5 |

| N5 | V29 | F34 |

| N5 | V29 | F34 |

| N5 | V29 | F34 |

| N5 | V29 | F34 |

| G39 | N5 |

| G39 | N5 |

| N5 | V29 | F34 |

| N5 | V29 | F34 |

| N5 | V29 | F34 |

| N5 | V29 | F34 |

Znane jest również kilka odmiennych wariantów zapisu hieroglificznego imion Apriesa, m.in. odmienne imię złotego horusa.